# Ceriana abbreviata
Ceriana abbreviata är en tvåvingeart som beskrevs av Friedrich Hermann Loew 1864. Ceriana abbreviata ingår i släktet griffelblomflugor, och familjen blomflugor. Inga underarter finns listade i Catalogue of Life.